# Xijiang, Guangdong
Xijiang  är en köping i sydöstra Kina. Den ligger i Lianzhou i staden Qingyuan i provinsen Guangdong,  omkring 190 kilometer norr om provinshuvudstaden Guangzhou. Antalet invånare är 11 481. Befolkningen består av 5 388 kvinnor och 6 093 män. Barn under 15 år utgör 17,0 %, vuxna 15-64 år 69 %, och äldre över 65 år 13,0 %.